# سيرجيو سكاريولو
سيرجيو سكاريولو (بالإيطالية: Sergio Scariolo) مواليد 1 أبريل 1961 في بريشا، هو مدرب كرة سلة إيطالي ولاعب سابق. يدرب حاليًا ريال مدريد لكرة السلة. درب سابقا فريق فيكتوريا يبرتاس بيزارو.

## سجل المنافسة
شارك في المنافسات التالية:
- بطولة أمم أوروبا لكرة السلة 2011
- بطولة أمم أوروبا لكرة السلة 2015
- الألعاب الأولمبية الصيفية 2012
- الألعاب الأولمبية الصيفية 2016

## روابط خارجية
- سيرجيو سكاريولو على موقع الدوري الإسباني لكرة السلة (الإسبانية)
- سيرجيو سكاريولو على موقع أوليمبيديا (الإنجليزية)